# Sibon miskitus
Sibon miskitus är en ormart som beskrevs av McCranie 2006. Sibon miskitus ingår i släktet Sibon och familjen snokar. Inga underarter finns listade i Catalogue of Life.
Denna orm förekommer i östra Honduras i departementet Gracias a Dios. Arten lever i kulliga områden upp till 300 meter över havet. Individerna vistas i regnskogar och klättrar på träd. De har snäckor som föda. Honor lägger ägg.
Beståndet hotas av skogarnas omvandling till jordbruksmark. IUCN listar arten som nära hotad (NT).